# 1-я бригада (Словения)
1-я бригада Вооружённых сил Словении (словен. 1. brigada Slovenske vojske) — тактическое подразделение Вооружённых сил Словении, находящееся в ведении Генерального штаба. Образована в 1998 году.

## История
Бригада образована 22 июня 1998 года после объединения 1-й специальной бригады МОРиС и 10-го батальона международного сотрудничества, когда была утверждена новая структура управления вооружёнными силами Словении. Своё боевое знамя бригада получила 17 декабря 1998 года.
Девиз 1-й бригады — «Мы первые» (словен. Mi smo prvi) и представляет собой акроним текста из 9 строк, первые буквы которого и складываются в девиз.

Моя профессия — почётная и ответственная.
Интересы своего отряда я ставлю выше своих собственных.
Я уверен, что оружие и снаряжение пригодятся мне как раз в тот момент, когда мне это будет нужно.
Мой воинский облик — честь для меня и моей воинской части.
От меня ждут лучшего и большего.
Я предан целиком и полностью своей профессии, Словенской армии и родине.
Я люблю работать в группе и знаю, что вместе мы сильны и непобедимы.
Я подаю пример. Поэтому забочусь о своей физической подготовке, тренируюсь и самосовершенствуюсь.
Я искренен по отношению к себе и другим в плане страха и мужества.
Оригинальный текст (словенск.)
Moj poklic je časten in odgovoren.
Interese svoje enote postavljam pred svoje interese.
Skrbim, da mi bosta orožje in oprema služila v trenutku, ko ju bom potreboval.
Moj vojaški videz je meni v čast in moji enoti v ponos.
Od mene pričakujejo več in bolje.
Poklicu, Slovenski vojski in domovini sem popolnoma predan.
Rad delam v skupini in vem, da smo skupaj močni in nepremagljivi.
Vodim s primerom. Zato skrbim za svojo telesno pripravljenost, se urim in izobražujem.
Iskren sem do sebe in drugih, v strahu in pogumu.

## Командование
Командующие бригадой
- полковник Янез Бутара[словен.] (1998—2001)
- полковник Бранимир Фурлан[словен.] (2001—2005)
- полковник Антон Туня (словен. Anton Tunja; 2005—2007)
- бригадир Боян Пограйц[словен.] (2007—2009)
- полковник Добран Божич[словен.] (2009—2011)
- бригадир Давид Хумар[словен.] (2011—2012)
- бригадир Миха Шкербинц[словен.] (2012—2014)
- бригадир Роман Урбанч[словен.] (2014—2017)
- полковник Роберт Главаш (словен. Robert Glavaš; 2017—2019)
- полковник Урош Патернус (словен. Uroš Paternus; 2019—2020)
- полковник Боштьян Мочник (словен. Boštjan Močnik; 2020—н.в.)

Заместители начальника бригады
- старшина Томаж Михелич (словен. Tomaž Mihelič; 2005—2009)
- прапорщик Авгуштин Бург (словен. Avguštin Burg; 2009—2012)
- прапорщик Матей Празник (словен. Matej Praznik; 2012—2015)
- старший прапорщик Роберт Ботар (словен. Robert Rotar; 2015—н.в.)

## Структура
Январь 2004
- Командно-транспортная рота
- 10-й моторизованный батальон[словен.]
- 20-й моторизованный батальон[словен.]
- 17-й батальон военной полиции[словен.]
- 670-й командно-транспортный батальон[словен.]

Июль 2004
- Командование
- 10-й моторизованный батальон[словен.]
- 20-й моторизованный батальон[словен.]
- 17-й батальон военной полиции[словен.]
- Отряд специального назначения[словен.]

Апрель 2008
- Командование
- 10-й моторизованный батальон[словен.]
- 20-й моторизованный батальон[словен.]
- 74-й танково-механизированный батальон[словен.]
- 670-й командно-транспортный батальон[словен.]

Май 2008
- Командование
- 10-й моторизованный батальон[словен.]
- 20-й моторизованный батальон[словен.]
- 74-й моторизованный батальон[словен.]
- 670-й командно-транспортный батальон[словен.]

Июнь 2013
- 10-й пехотный полк
- 132-й горнопехотный полк
- Территориальный полк
- Батальон боевой поддержки
- Лёгкая ракетная батарея ПВО
- Батарея огневой поддержки
- Рота РХБЗ
- Рота связи
- Инженерная рота
- Противотанковая рота
- Разведывательная рота
- Рота военной полиции